# 河村庸市
河村 庸市（かわむら よういち、1989年9月26日 - ）は、青森テレビのアナウンサー、シンガーソングライター。

## 人物
北海道釧路市出身。小樽商科大学卒業。学生時代は関西アナウンススクール札幌校（当時の札幌ベンチャーボイス）に通う。アナウンサーになるため1年の留年を経て、2013年4月に青森テレビに入社。同期は小島祐希。身長164cm、血液型はA型。
趣味はギター弾き語りとお酒。不定期でのライブ活動や、自身のYouTubeチャンネルで動画を配信するなどしている。
入社して数年はおしゃべりハウスのMCやわっち!!中継リポーターなど情報系の仕事が多かったが、入社4年目となる2016年4月より わっち!! ニュースのサブキャスター、2018年4月よりメインキャスターを務めている。

## 現在の担当番組
- わっち!!ニュース
- わっち!!◯◯部、シンアオモリなどナレーション

## 過去の担当番組
- おしゃべりハウス（月〜木）
- じしゃばん
- ATVニュースワイド（スポーツコーナー）
- 高校ラグビー青森県大会決勝実況